# Hotel Am Alten Strom

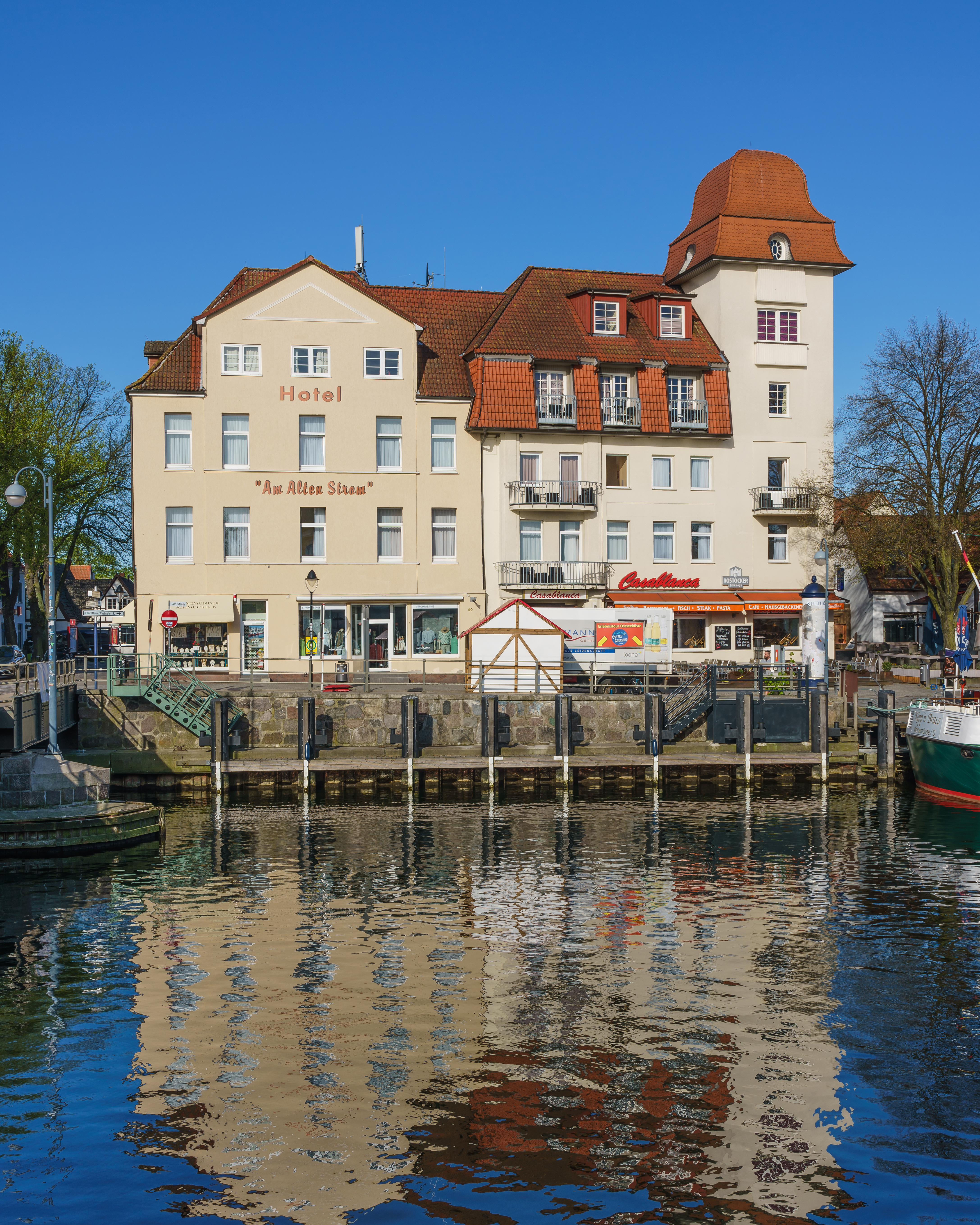
Das Hotel Am Alten Strom

Das Hotel Am Alten Strom ist ein direkt am Alten Strom von Rostock-Warnemünde gelegenes Hotel. Die mehr als 150-jährige Geschichte des Hotels beginnt mit der Entwicklung des Tourismus an der Ostsee. Das Hotel besteht aus zwei Gebäuden: Am Strom 60 und Am Strom 61. Es beherbergt 79 Zimmer.

## Die Geschichte von 1831 bis 1942

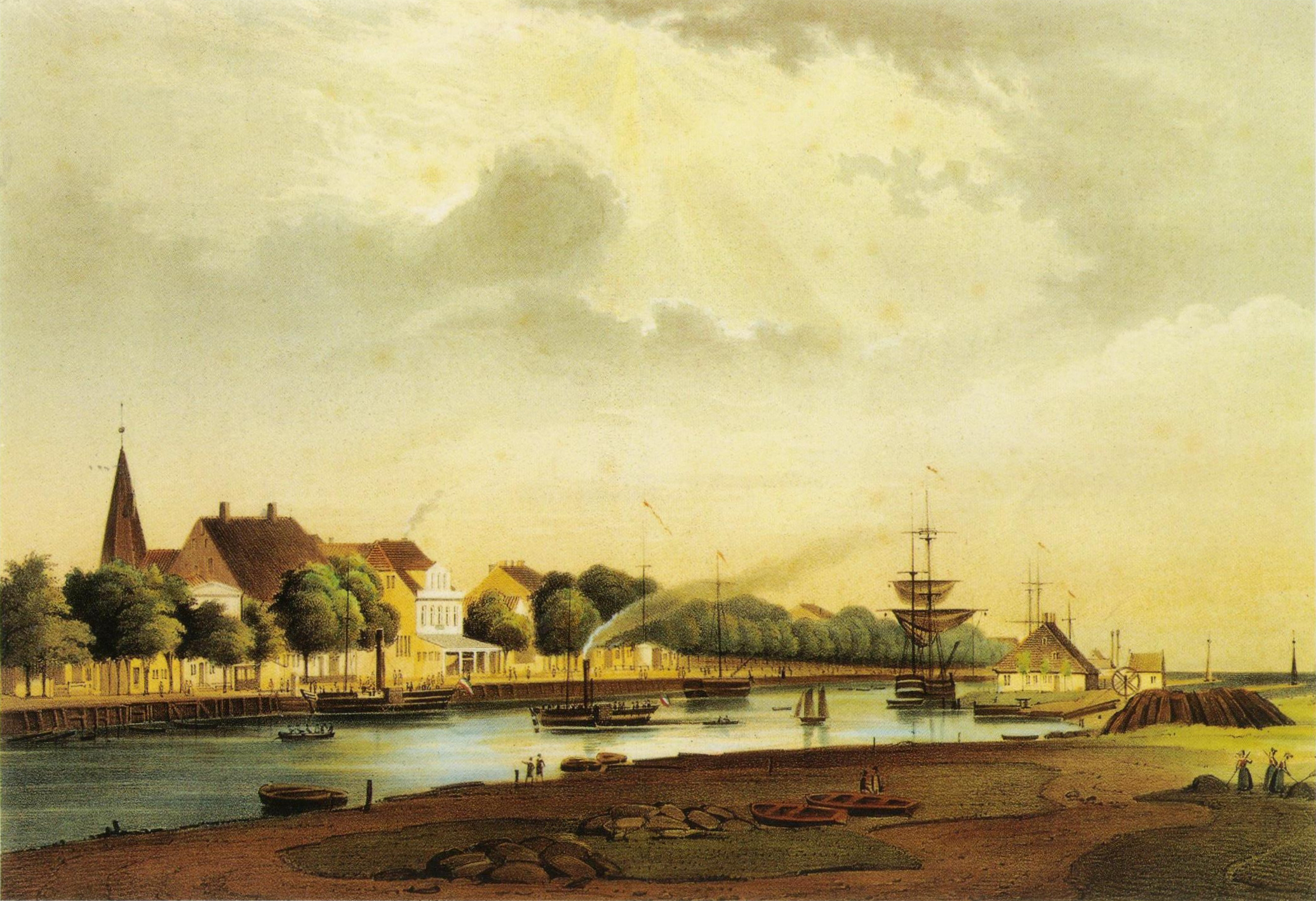
Der Alte Strom um 1830

Direkt neben dem ältesten Haus von Warnemünde, der Vogtei, eröffnete 1831 der Gastwirt Burmeister Am Strom 60 sein Hotel. Neben 18 Zimmern gab es auch ein Stallgebäude für Pferde. 1867 zog das Großherzogliche Nebenzollamt in das Haus. Es diente nun als Dienstgebäude und Wohnstätte der Zollbeamten. Am Strom 61 wurde von W. Banselow im gleichen Jahr eine Gastwirtschaft eröffnet. Direkt hinter beiden Gebäuden befand sich die St.-Nikolai-Kirche. Die Vorgängerkirche der Evangelisch-Lutherischen Kirche Warnemünde wurde hier im 13. Jahrhundert errichtet.
Mit der Entwicklung des Tourismus an der Ostsee entstanden immer mehr Beherbergungsbetriebe in Warnemünde. 1872 wurde Am Strom 61 vom Gastwirt Berthold Kiehn das „Ostseehotel“ betrieben. 1877 wollte Kiehn das Hotel verkaufen, starb aber, bevor es dazu kam. Erst 1881 konnte ein Käufer gefunden werden, zwischenzeitlich wurde der Hotelbetrieb durch mehrere Geschäftsführer aufrechterhalten. Diese waren durch Kiehns Erben bestellt. Carl Hosmann war der neue Eigentümer. Aus dem „Ostseehotel“ wurde „Hosmanns Hotel“. Das Bäderwesen wurde immer mehr zu einem wichtigen Wirtschaftsfaktor. Hoteliers und Gastronomen begannen, ihre Gäste auf sich aufmerksam zu machen. In einer Broschüre bewarb Hosmann seine „Comfortabel eingerichteten Logierzimmer“ ebenso wie den „Gross. gegen Winde geschützten Concertgarten“.

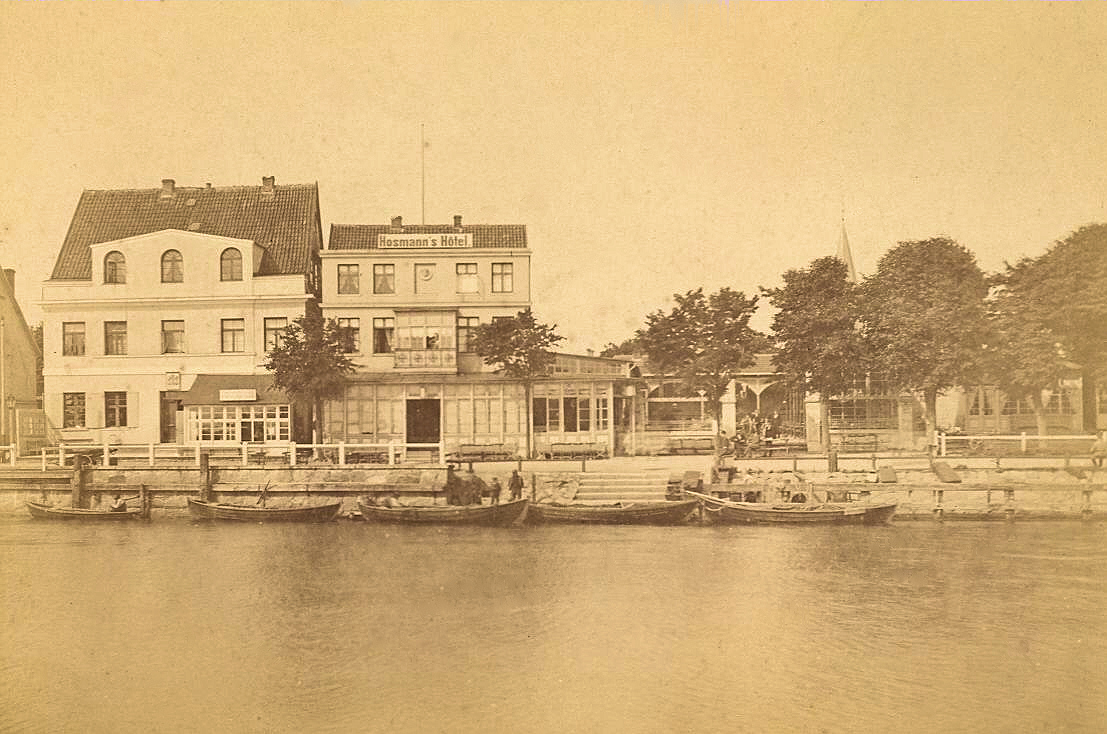
Hosmanns Hotel um 1890

1888 verkaufte Carl Hosmann das Hotel an Otto Scholz, der 1892 auch das Haus Am Strom 60 erwarb und dadurch in wirtschaftliche Schwierigkeiten geriet. Er konnte nur „Hosmanns Pension“ weiter betreiben. „Hosmanns Hotel“ wurde zur Zwangsversteigerung ausgeschrieben. Erst 1898 glückte die Versteigerung und der Kaufmann Max Ebert erwarb das Hotel. Der Hotelname blieb bestehen und Ebert setzte den Geschäftsführer Friedrich Steffen ein. Dieser kaufte das Haus wenig später.
„Hosmanns Pension“ wurde 1905 vom Kaufmann G. Christeinicke erworben und als „Hotel Garni Union“ geführt. Friedrich Steffen ließ 1911 „Hosmanns Hotel“ durch einen Neubau ersetzen. Es entstand eines der ersten Stahlbetongebäude in Mecklenburg nach den Plänen der Rostocker Architekten Alfred Krause & Paul Korff. Der imposante und weithin sichtbare Turm des neuen Hauses veränderte die Silhouette am Alten Strom. Während der Bauzeit verstarb Friedrich Steffen und seine Witwe Frieda Steffen übernahm die Leitung des Hotels. Die Erhaltung des Geschäfts war keine einfache Angelegenheit und so bemühte sich die Witwe Steffen bereits 1915 um den Erhalt des Hauses. Sie beantragte die Nutzung des Nebengebäudes zum Ausschank von Bier. Diese wurde ihr für die Dauer der Sommermonate bewilligt. 1920 war Frieda Steffen dann doch gezwungen, „Hosmanns Hotel“ aufzugeben.
Neuer Besitzer wurde noch im gleichen Jahr Paul Schlemmer, der den Hotelnamen in „Hotel Reichshof“ änderte. Schlemmer betrieb das Hotel bis 1927, dann verkaufte er an Theodor Schmude. 1933 übernahm dessen Tochter Martha Kähler die Leitung des Betriebes, die sie aber nach kurzer Zeit wieder aufgeben musste. Verwalter des Hauses wurde der Gastwirt Carl Buggenthin. Dieser beantragte beim Rostocker Amtsgericht die Stellvertretererlaubnis. Aufgrund verschiedener Vorstrafen wurde ihm diese aber nicht erteilt, seine Frau Marie erhielt 1934 die Konzession zur Führung des Hotels. Die Familie Buggenthin wurde Eigentümerin des „Hotels Reichshof“.
1942 traf eine Brandbombe das „Hotel Reichshof“. Die Nähe der Arado Flugzeugwerke GmbH war vermutlich der Grund für den Bombenabwurf an dieser Stelle. Der Dachstuhl des Hauses brannte ab und das Hotel erhielt behelfsmäßig ein neues Dach. Der Turm wurde jedoch nicht wieder aufgebaut.

## Die Zeiten des FDGB
1945 wurde Carl Buggenthin erschossen. Seine Frau Marie führte das Hotel weiter, bis sie es an ihre Tochter Anny Clavier übergab. Im Zuge der Aktion Rose musste auch Anny Clavier ihr Hotel an den FDGB abgeben. Die Besitzer des „Hotels Union“ – Familie Christeinicke – waren nicht von der Enteignung betroffen, verkauften ihren Besitz aber an den FDGB-Feriendienst.
Beide Hotels wurden ab 1958 durch den FDGB als „Erholungsheim Am Alten Strom“ betrieben. In dieser Zeit entstand ein Durchbruch im ersten Obergeschoss. Dadurch waren beide Gebäude miteinander verbunden. Der Beherbergungsbetrieb lief hier nun bis zum Ende der DDR. Außerdem erfolgte hier die gastronomische Versorgung von FDGB-Urlaubern, die in verschiedenen FDGB-Objekten in Warnemünde untergebracht waren.
Als eines der ersten Sondervermögen der Neuen Bundesländer übertrug man 1992 das ehemalige „Hotel Reichshof“ an die Erbengemeinschaft Buggenthin. Helmut Jahn erwarb das Haus noch im gleichen Jahr. Anny Claviers Neffe, der Rechtsanwalt Horst Clavier, war für die Abwicklung zuständig. Ebenfalls 1992 bewarb Helmut Jahn sich bei der Treuhandanstalt um den Kauf des „Hotels Union“ und bekam den Zuschlag.

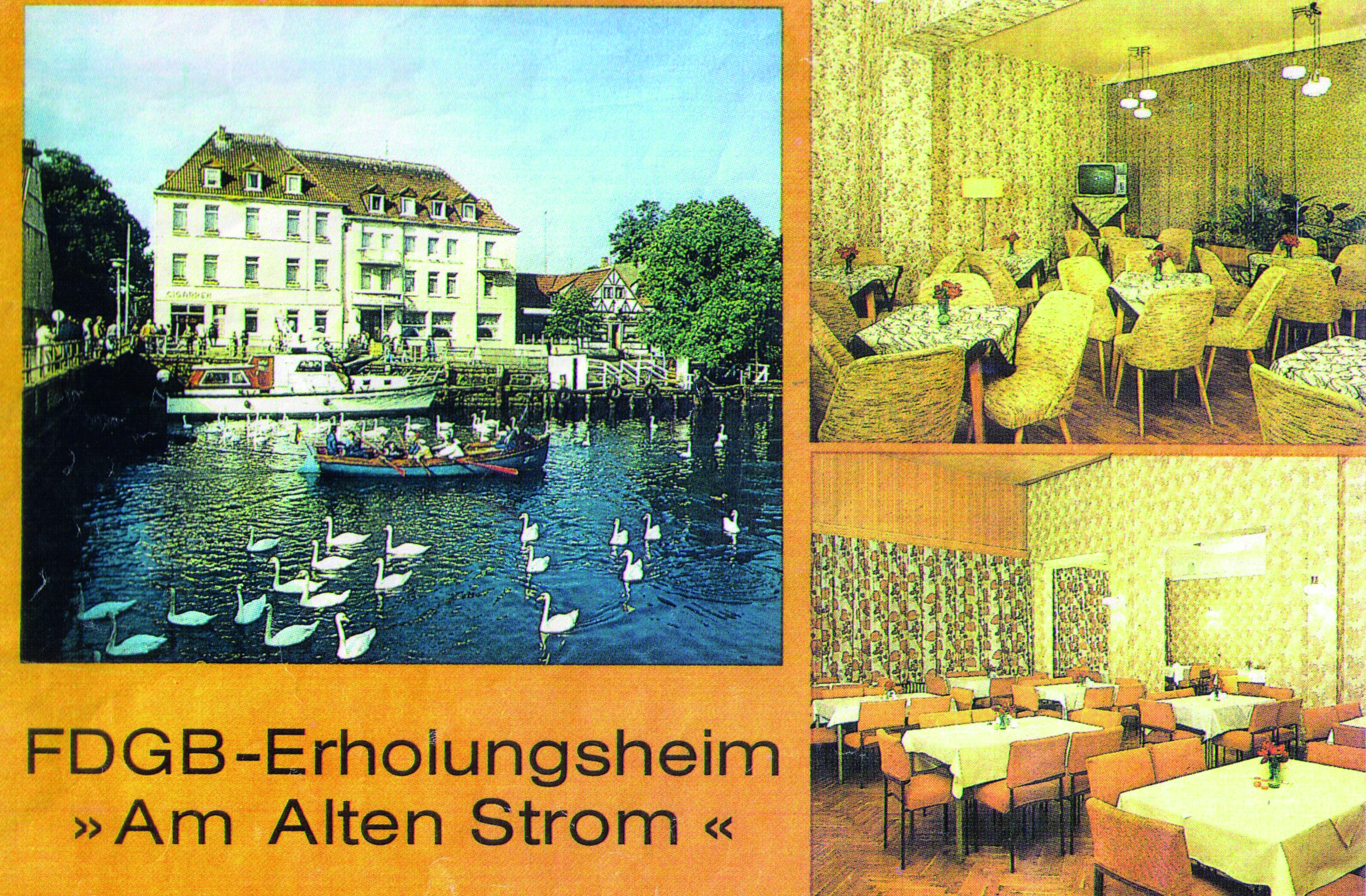
Das Hotel Am Alten Strom zur DDR-Zeit

## Zurück zum Privathotel
Am 15. Mai 1992 wurde das Hotel „Am Alten Strom“ noch im Stil eines FDGB-Erholungsheims eröffnet. Gemeinschaftstoiletten und -duschen sowie einfache Waschmöglichkeiten in den Zimmern waren hier der einzige Komfort.

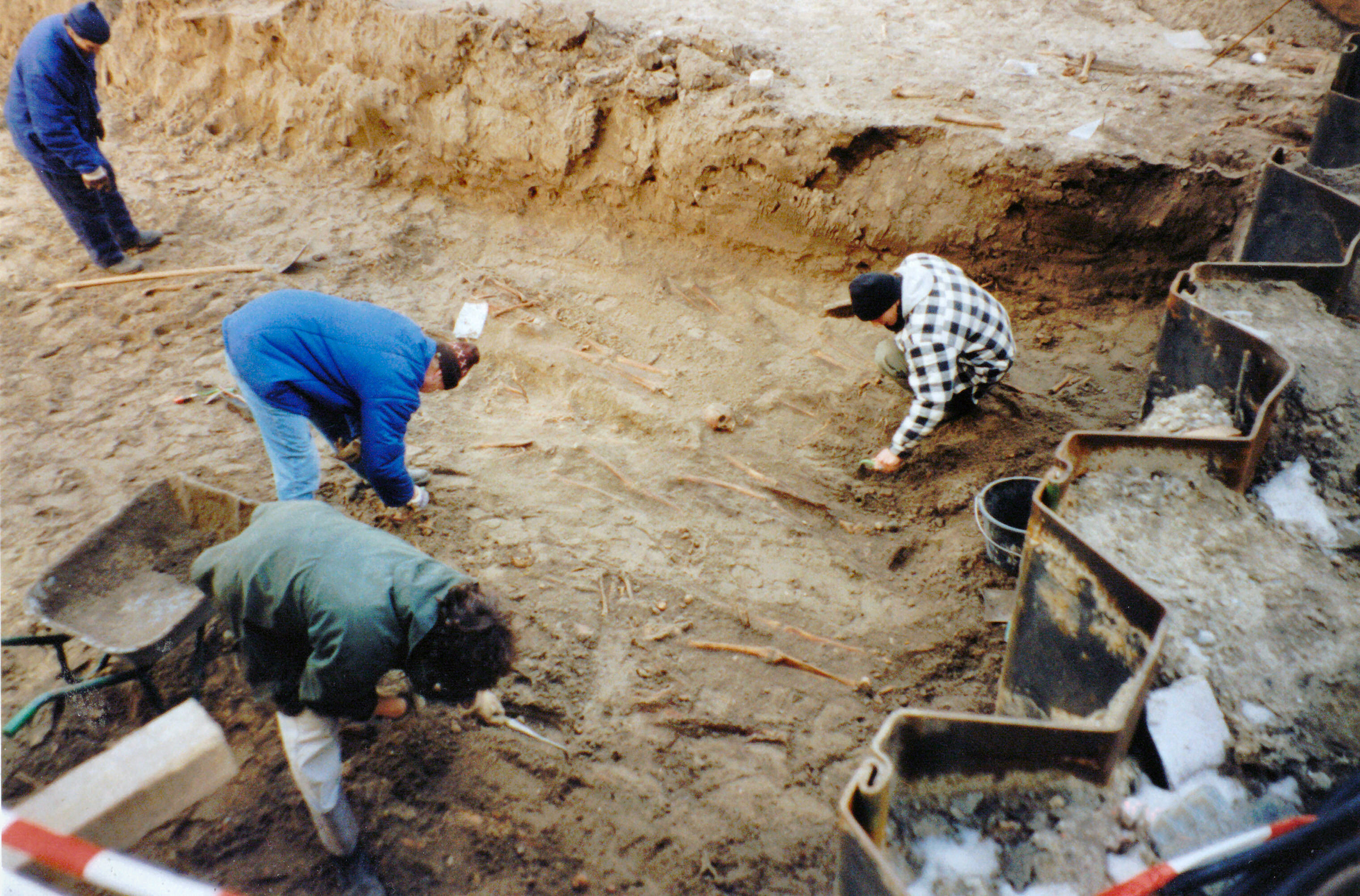
Archäologische Ausgrabungen 1999

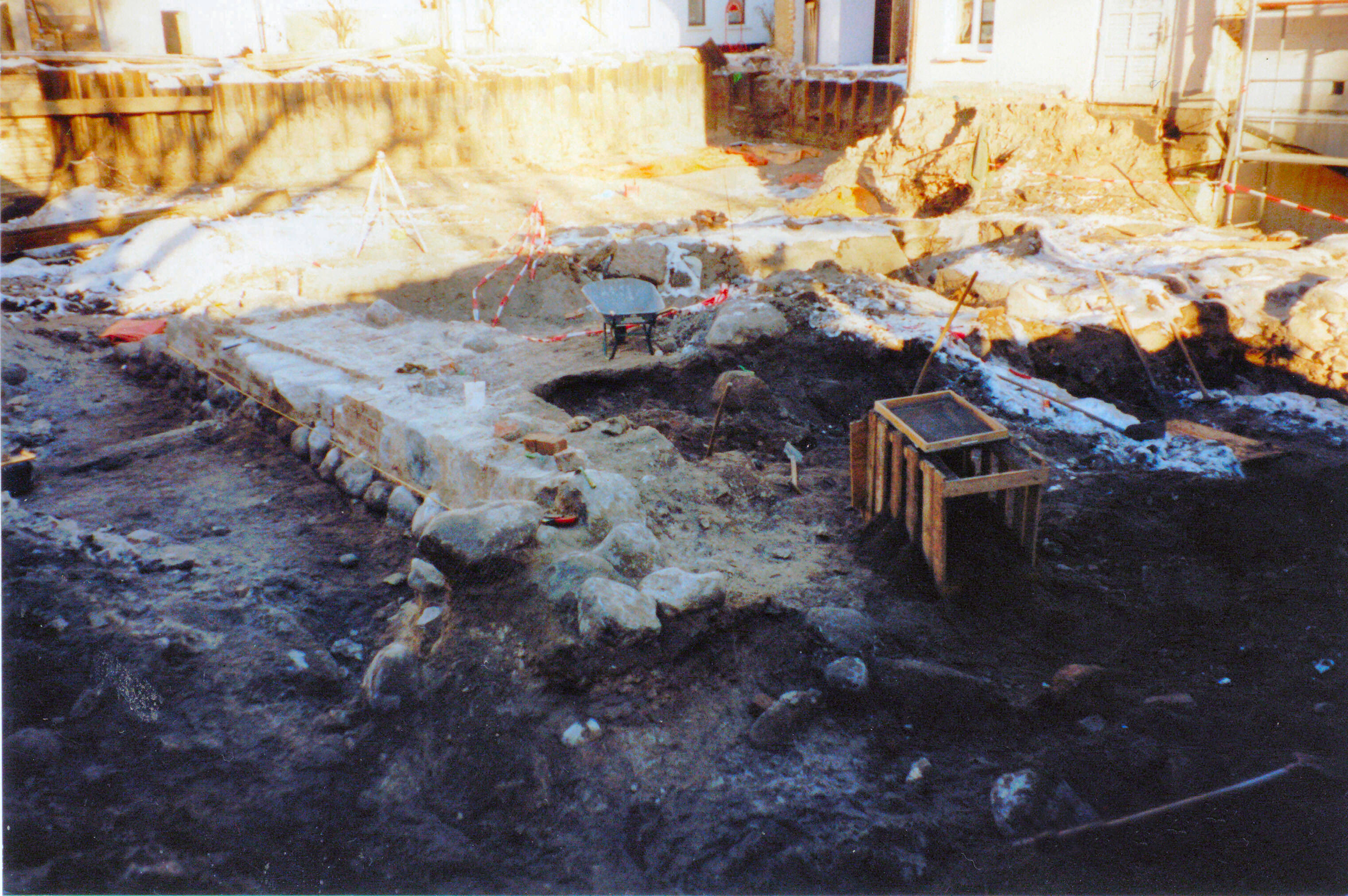
Fundamente der St.-Nikolai-Kirche

Der Durchbruch zwischen den Häusern Am Strom 60 und Am Strom 61 wurde auf alle Etagen erweitert. Zeitgemäße Zimmereinrichtungen und sanitäre Anlagen innerhalb der Zimmer wurden dabei errichtet, es entstanden Ladengeschäfte aus ehemaligen Büroräumen. Ab 1997 erfolgte dann die größte bauliche Veränderung: das Hotel wurde durch einen Neubau in Richtung Kirchenplatz erweitert. 1998 musste die unter Warnemündern bekannte „Mauer der Besten“ (Aktivisten der Warnemünder Warnowwerft wurden hier geehrt) weichen. Das Hotel bekam eine glasüberdachte Hotelhalle, weitere Ladengeschäfte und eine Tiefgarage.
Am 1. Mai 1999 wurde die Eröffnung des nun vollständig fertiggestellten Hotels gefeiert.

### Zeugnisse Warnemünder Geschichte
Bei den Ausschachtungsarbeiten wurden die Fundamente der St.-Nikolai-Kirche und die zweier weiterer Vorgängerkirchen sowie gut erhaltene Fliesen und bunte Fensterglasscherben freigelegt. Der Warnemünder Friedhof hatte bis ins 19. Jahrhundert hier ebenfalls seinen Platz. Aufwendige archäologische Arbeiten förderten menschliche Knochen aus dem 14. bis 19. Jahrhundert zutage. Außerdem fand man Grabbeigaben aus dem 18. und 19. Jahrhundert. Von Geschirr über Glasgefäße, Schmuck, Münzen, Zierrat bis hin zu Buchbeschlägen entdeckte man einen reichen Fundus an Zeugnissen der Geschichte von Warnemünde.

### Der Wiederaufbau des zerstörten Turmes

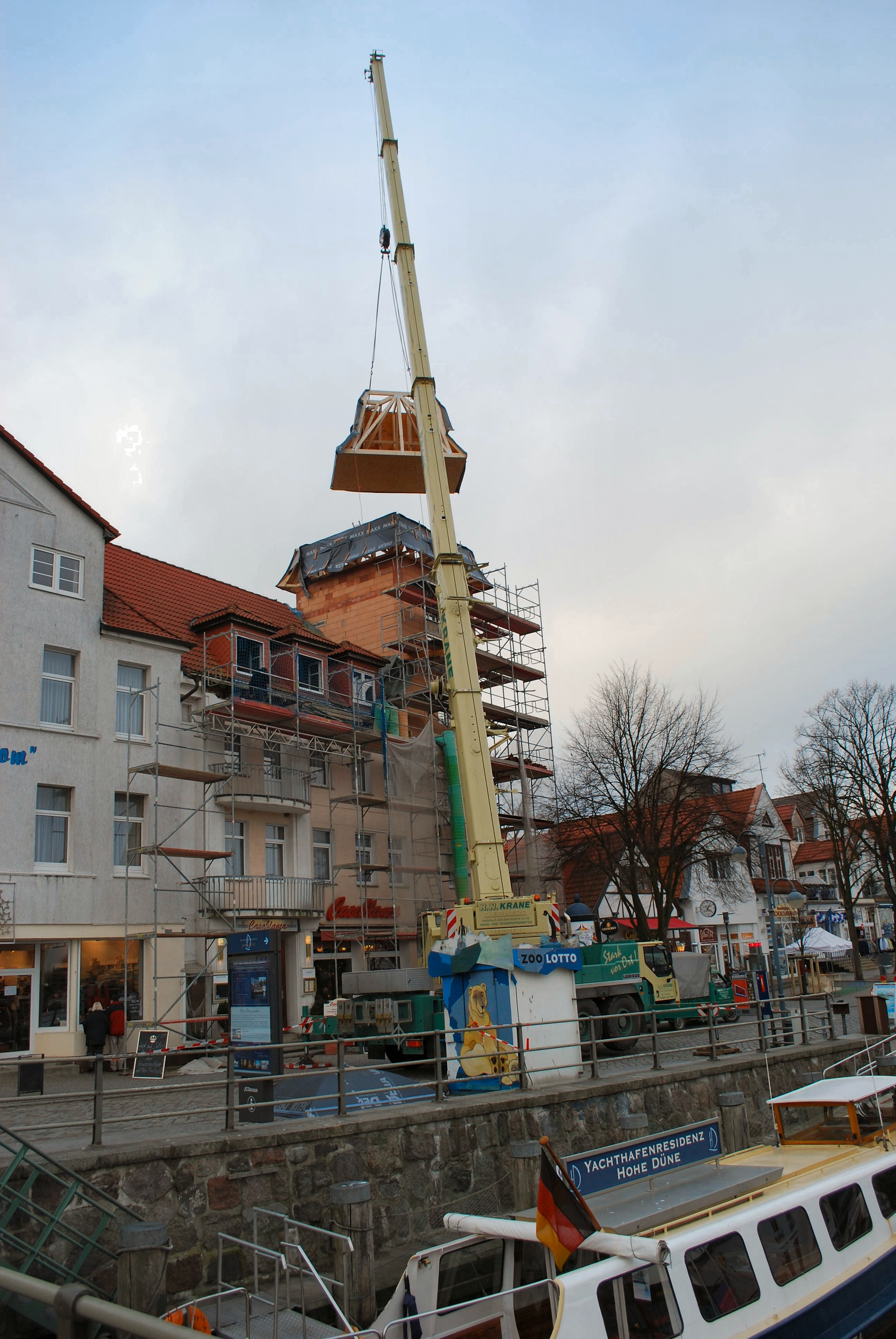
Wiederaufbau des Turms

Nach der Erweiterung in Richtung Kirchenplatz stellte der Hotelier bei den zuständigen Behörden den Antrag, den historischen Turm des ehemaligen „Hotels Reichshof“ wieder errichten zu dürfen. Damit kam ein drei Jahre andauernder Rechtsstreit ins Rollen, denn die Stadtverwaltung lehnte den Bau zunächst ab. Begründet wurde die Absage damit, dass dieser Turm untypisch für Warnemünde sei und eine Genehmigung zu „bodenrechtlichen Spannungen“ (siehe Innenbereich) führen würde. Vor dem Verwaltungsgericht Schwerin bekam Helmut Jahn Recht und dem Antrag musste entsprochen werden.
Im Spätherbst 2008 begann der Aufbau des Turmes. Die Hausansicht nach historischen Vorlagen aus der Zeit vor 1942 war wieder hergestellt.

### Veränderungen seit 2008
Das Hotel „Am Alten Strom“ ist seit jeher ein familiengeführtes Haus und seit 2007 arbeitet auch Uta Jahn als Ehefrau des Inhabers mit im Unternehmen. Die Kinder Antje Rausch sowie Falko Jahn wurde die familiäre Geschäftsleitung erweitert. Seit Helmut Jahn im Jahr 2018 verstarb, führen Frau Jahn und ihre Kinder das Hotel weiter. Trotz der Corona-Krise wurde viel investiert und die Hotelhalle sowie mehrere Zimmer saniert und renoviert.